# Noailly
Noailly là một xã trong tỉnh Loire miền trung nước Pháp.